# Colonial Theatre (New York)
Le Colonial Theatre de New York était un théâtre de Broadway situé au 1887 Broadway au niveau de la 62e Rue, dans ce qui était alors le quartier de San Juan Hill, dans l'Upper West Side à Manhattan. Initialement nommé Colonial Music Hall, il est ouvert en 1905 par Frederic Thompson et Elmer "Skip" Dundy (en),, le duo à l'origine également de l'Hippodrome Theatre et du parc d'attractions Luna Park à Coney Island.

## Histoire
Conçu par George Keister (en) dans le style victorien, le théâtre comportait quatre étages et avait une capacité de 1 293 places. 
Thompson et Dundy n'exploitent l'établissement que quelques semaines avant de le vendre à Percy G. Williams (en), qui change le nom en Colonial Theatre et en fait un théâtre de vaudeville. En 1912, sous la direction de BF Keith, il devient le Keith's Colonial Theatre, puis.cinq ans plus tard, son nouveau directeur EF Albee (en) le rebaptise New Colonial Theatre.
Au début des années 1920, le New Colonial Theatre accueille de nombreuses revues musicales afro-américaines telles que le spectacle The Chocolate Dandies (en) d'Eubi Blake, Noble Sissle et Runnin' Wild de James P. Johnson. Ce dernier spectacle créé au Colonial le 29 octobre 1923, est le point de départ d'un engouement international pour le charleston.
De 1925 à 1932, il est le Hampden's Theatre et, sous la direction de l'acteur Walter Hampden, on y présente des pièces shakespeariennes et des drames classiques. En 1931, devenu RKO Colonial Theatre, il devient une salle de cinéma. Après 1951, il appartient à NBC qui y développe des équipements de télévision couleur (la caméra de télévision couleur TK-40) et des techniques de studio, et en fait un studio de télévision jusqu'en 1971. Rebekah Harkness le rachète, le rénove et le réouvre en 1974 sous le nom de Harkness Theatre. Après avoir présenté un programme sporadique de ballet et de théâtre classique, le théâtre ferme en 1977  et le bâtiment est rasé plus tard la même année. Les luminaires, les sièges, les revêtements de sol et les décorations et objets d'art sont vendus aux enchères.